# منزل فيليكانوفا
منزل فيليكانوفا (بالروسية: Особняк Великановой) هو قصر ونصب معماري يقع في مدينة روستوف-نا-دونو، روستوف أوبلاست، روسيا. تم بناؤه في الفترة ما بين 1884 و1890 على مشروع المهندسين المعماريين نيكولاي دوروشينكو ونيكولاي سوكولوف.
يعتبر القصر معلمة من معالم التراث الثقافي الروسي.
في عام 1921، تم تأميم القصر وتم افتتاح مكتبة كارل ماركس الوطنية (المكتبة العامة بروستوف-نا-دونو الآن).
في عام 1994، تم نقل المكتبة إلى مبنى آخر في شارع بوشكينسكايا.